# Amr Warda
Amr Medhat Warda (arabisch عمرو وردة, DMG ʿAmr Warda; * 17. September 1993 in Alexandria) ist ein ägyptischer Fußballspieler. Er steht aktuell bei Doxa Katokopias unter Vertrag.

## Karriere

### Verein
Seine Karriere begann er in der Jugend von al-Ahly und wurde hier zur Saison 2013/14 Teil der U23. In dieser Spielzeit kam er am letzten Spieltag in der Partie gegen Misr El-Makasa zum Einsatz. Er wurde in der 65. Minute für Karim Bambo eingewechselt, die Partie endete mit einem 3:0-Sieg für seinen Klub. Damit ist er auch Teil der Meistermannschaft des Klubs. Danach kam er aber nicht mehr für die erste Mannschaft zum Einsatz und verblieb in der B-Auswahl. Zu Ende Januar 2015 wurde schließlich zu Al-Ittihad verliehen, wo er bis zum Ende der Rückrunde verblieb. Nach seiner Rückkehr wurde sein Vertrag jedoch nicht verlängert und er verließ den Klub aus seiner Heimat.
Ende August 2015 schloss er sich so Panetolikos in Griechenland an. Hier war er von Anfang an ein wichtiger Spieler und platzierte seine Mannschaft im gesicherten Mittelfeld. Ende Januar 2017 wurde er schließlich von PAOK Thessaloniki gekauft. Nach dem Ende der laufenden Saison ging es dann per Leihe für eine Spielzeit weiter zu Atromitos Athen. Nach seiner Rückkehr verblieb er wieder ein halbes Jahr bei PAOK und wurde danach erneut für noch einmal ein Halbes Jahr zu Atromitos verliehen. Nach dem Ende dieser Leihe wiederum ging es ohne Zeit bei PAOK direkt wieder mit der nächsten Leihe zu AE Larisa, diesmal bis zum Sommer 2020. Dies war dann auch seine letzte Leihe von PAOK aus. Ende September wechselte er ablösefrei weiter zu Volos NFC. Bereits zum Start des Jahres 2021 schloss er sich dann aber wieder PAOK an. Mitte des Jahres wechselte Warda zum zyprischen Club Anorthosis Famagusta.

### Nationalmannschaft
Einsätze für die Nationalmannschaft seines Landes konnte er bereits in der U20 und später auch der U23 machen. Seinen ersten Einsatz für die A-Mannschaft bekam er am 11. Oktober 2015 bei einem 3:0-Freundschaftsspielsieg über Sambia. Hier wurde er zur zweiten Halbzeit für Tarek Hamed eingewechselt. Nach ein paar weiteren Einsätzen stand er dann auch im Kader des Afrika-Cup 2017, wo er auf einige kurze Einsätze kam. Im Finale spielte er dann sogar über die vollen 90 Minuten. Auch bei der Weltmeisterschaft 2018 stand er in jedem Spiel zumindest für ein paar Minuten auf dem Platz.
Bei Afrika-Cup 2019 wurde er im ersten Gruppenspiel am 21. Juni 2019 für 19 Minuten eingewechselt. Am 26. Juni 2019 wurde er dann vom Kader ausgeschlossen, weil gegen ihn Vorwürfe der sexuellen Belästigung bekannt geworden sind. Damit verpasste er das zweite Gruppenspiel gegen die Demokratische Republik Kongo. Nachdem er auf Facebook ein Entschuldigungsvideo gepostet hatte und sich weitere Mitglieder seiner Mannschaft lautstark für ihn starkgemacht hatten, wurde er am 28. Juni wieder in den Kader mit aufgenommen. Trotzdem stand er dann auch beim letzten Gruppenspiel gegen Uganda nicht im Kader. Im darauffolgenden Achtelfinale kam er dann aber wieder einmal für ein paar Minuten zum Einsatz. Dies war für die Mannschaft bedingt durch die 0:1-Niederlage dann auch das letzte Spiel des Turniers. Er hatte bis heute keine weiteren Einsätze mehr in der Nationalmannschaft.